# 44 Dywizja Strzelecka (ZSRR)
44 Dywizja Strzelecka (ros. 44-я стрелковая дивизия) – związek taktyczny piechoty Armii Czerwonej.
W czerwcu 1941 roku w składzie 13 Korpusu Strzeleckiego, 12 Armii Okręgu  Kijowskiego.

## Struktura organizacyjna
W 1939
- dowództwo i sztab
- 25 pułk strzelecki
- 146 pułk strzelecki
- 305 pułk strzelecki
- 122 pułk artylerii
- 179 pułk artylerii haubic
- 312 samodzielny batalion czołgów

## Dowódcy dywizji
- kombrig Aleksiej Winogradow (był w 1939)[1]